# Júlio Cesar Voltarelli
Júlio Cesar Voltarelli foi um médico brasileiro famoso por ser um dos pioneiros das pesquisas com células-tronco do Brasil. Morreu no dia 21 de março de 2012, após receber um transplante de fígado.

## Biografia
Júlio Cesar Voltarelli graduou-se em medicina pela Faculdade de Medicina de Ribeirão Preto da Universidade de São Paulo (FMRP-USP), tendo realizado seu mestrado e doutorado em Clínica Médica (Hematologia/Imunologia Clínica) pela mesma faculdade. Fez Pós-doutorado pela Universidade da Califórnia em São Francisco (EUA), pelo Fred Hutchinson Cancer Research Center em Seattle (EUA) e pelo Scripps Research Institute, em San Diego (EUA). Foi professor titular do Departamento de Clínica Médica da FMRP-USP e pesquisador do Centro de Terapia Celular (CEPID-FAPESP) e do Instituto Nacional de Ciência e Tecnologia em Células-Tronco e Terapia Celular (CNPq).